# Angle Fly Brook
Angle Fly Brook, in. znana jako Trout Brook – rzeka w stanie Nowy Jork, w hrabstwie Westchester, uchodząca do Muscoot Reservoir. Zarówno długość cieku, jak i powierzchnia zlewni nie zostały oszacowane przez USGS.